# William Varley
William „Bill“ Michael Varley (* 6. November 1880 in New York City; † Oktober 1968 ebenda) war ein amerikanischer Ruderer. 
William Varley startete für den New Yorker Atalanta Boat Club. 1904 ruderte er gemeinsam mit John Mulcahy zum US-Titel im Doppelzweier. Bei den Olympischen Spielen 1904 in St. Louis siegten die beiden mit zwei Bootslängen Vorsprung vor John Hoben und Jamie McLoughlin vom auf Long Island beheimateten Ravenswood Boat Club. Mulcahy und Varley traten am selben Tag auch im Zweier ohne Steuermann an, in dieser Bootsklasse belegten die beiden mit vier Bootslängen Rückstand den zweiten Platz hinter Robert Farnan und Joseph Ryan vom Seawanhaka Boat Club aus Brooklyn. 